# 개리슨 캡

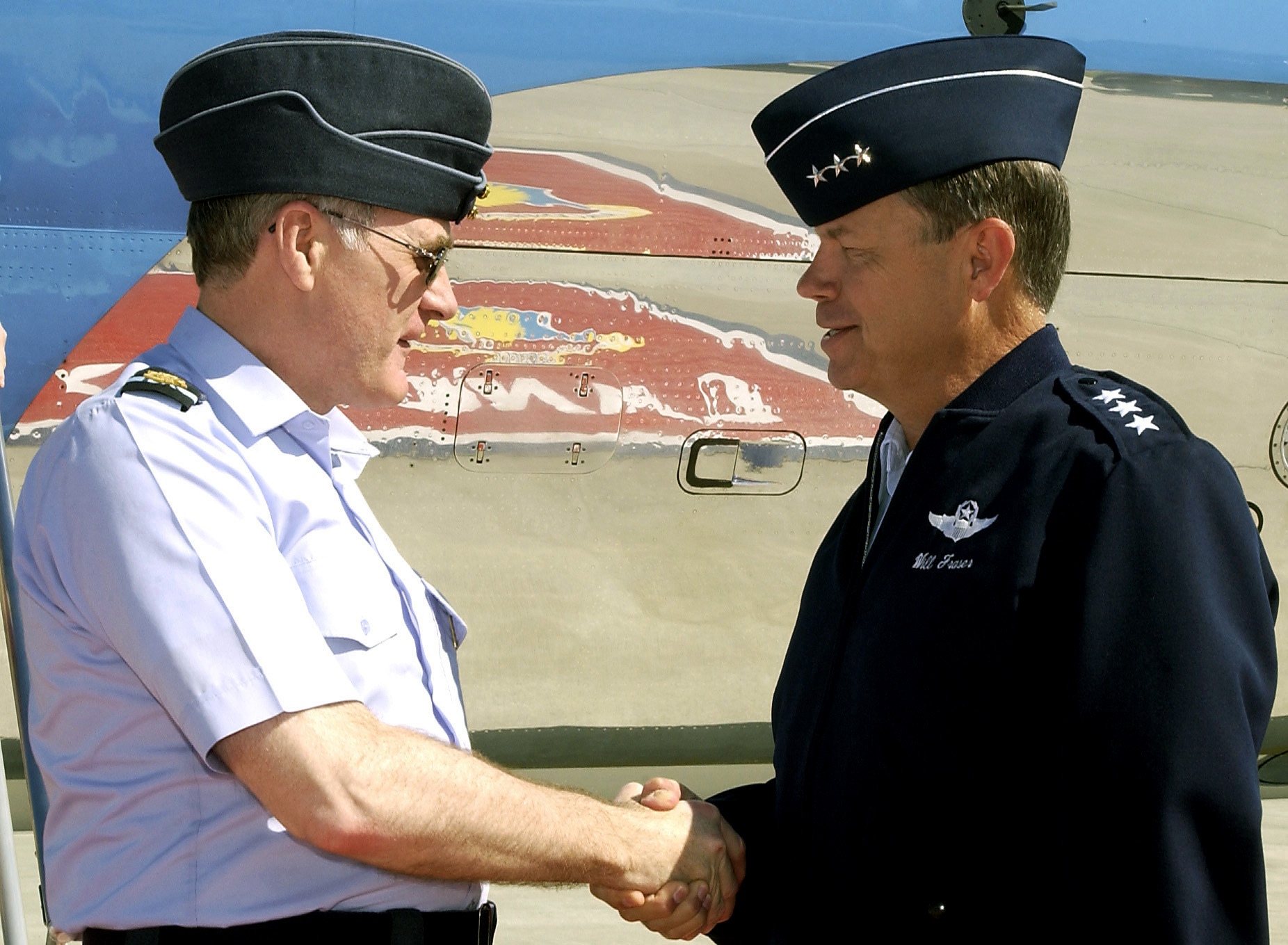
개리슨 캡을 착용한 영국과 미국의 공군 장교

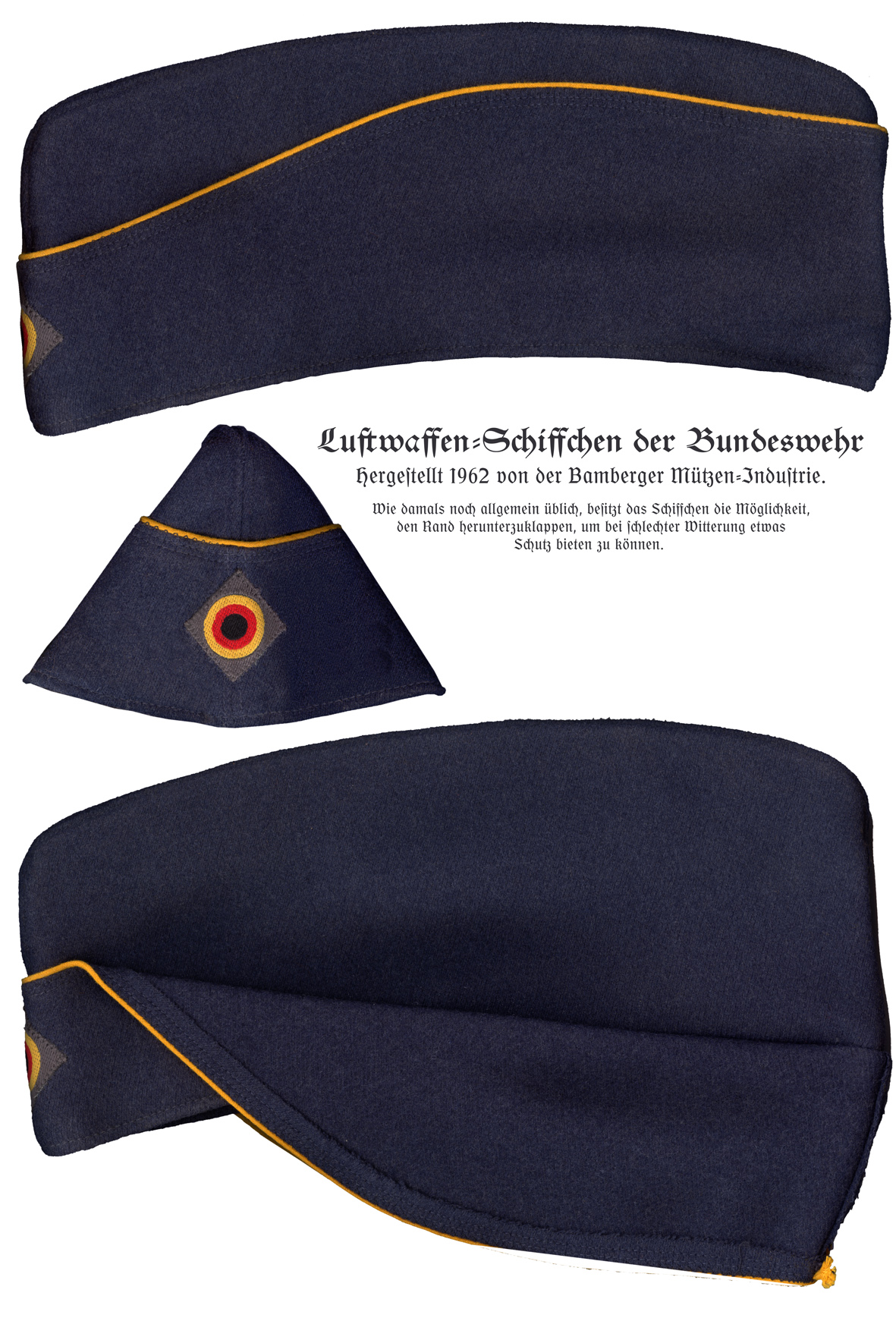
독일 공군이 사용했던 개리슨 캡

개리슨 캡(garrison cap) 또는 개리슨모(garrison帽)는 챙이 없고 테두리를 크게 접어서 쓰는 군모의 일종으로, 사이드 캡(side cap)으로도 부른다. 1890년대에 등장한 일명 오스트리안 모자에서 오늘날 개리슨 캡의 형태가 나타났으며, 비슷한 시기에 영국군이 도입한 옆에서 볼 때 윗선이 더 굽어 있는 '토린'이라는 군모도 있었다. 오스트리안 모자와 토린은 거친 날씨에 귀와 후두부를 따뜻하게 할 수 있도록 접는 부위가 있다는 점이 특징이다. 개리슨 캡의 외양은 글렌개리와 유사하나, 스코틀랜드 모자의 전형적인 격자 무늬나 장식은 없다. 1차 세계 대전에서 오늘날에 이르기까지 세계 각국의 여러 군사 조직과 청소년 단체에서 사용되고 있다. 개리슨은 수비대, 주둔군을 뜻한다. 보관이 좋고 휴대가 쉬우며, 챙이 달린 패트롤 캡보다 시야 확보가 좋다는 장점이 있다.